# 1958 en bande dessinée
| Années de la bande dessinée : 1955 - 1956 - 1957 - 1958 - 1959 - 1960 - 1961    |
| Décennies de la bande dessinée : 1920 - 1930 - 1940 - 1950 - 1960 - 1970 - 1980 |

Cet article présente les faits marquants de l'année 1958 en bande dessinée.

## Évènements
- Francisco Ibanez créé le tebeo le plus populaire d'Espagne : Mortadelo y Filemón, qui sera publié en France en petit format chez Mon journal.
- En prépublication dans le Journal de Spirou, Johan et Pirlouit rencontrent les Schtroumpfs dans une de leurs aventures « La flûte à six trous » (rebaptisée ensuite « La Flûte à six schtroumpfs »). Par la suite, les petits êtres bleus vivront leurs propres aventures.
- Albert Uderzo et René Goscinny publient l'indien Oumpah-Pah dans le journal de Tintin.
- Publication du premier numéro d'Akim, l'une des séries publiées en petit format les plus populaires.
- 7 juillet : Dans le magazine Pulgarcito nº1418, Francisco Ibanez lance La familia Trapisonda.
- octobre : Bizarro apparait dans Superboy #68.
- Fin du strip Polly and her Pals de Cliff Sterrett.

## Nouveaux albums
Voir aussi : Albums de bande dessinée sortis en 1958

### Franco-belge
| Sortie | Titre                                         | Scénariste       | Dessinateur       | Coloriste | Éditeur |
| ------ | --------------------------------------------- | ---------------- | ----------------- | --------- | ------- |
| ?      | Johan et Pirlouit, t. 6 : La Source des dieux | Peyo             | Peyo              |           |         |
| ?      | Les Aventures de Tintin : Coke en stock       | Hergé            | Hergé             |           |         |
| ?      | Belle du Ballet : Scandale à la cour          | George Beardmore | John Worsley (en) |           | Dargaud |

### Comics
| Sortie | Titre       | Scénariste | Dessinateur | Coloriste | Éditeur |
| ------ | ----------- | ---------- | ----------- | --------- | ------- |
| ?      | à compléter |            |             |           |         |
| ?      | …           |            |             |           |         |

### Mangas
| Sortie | Titre       | Scénariste | Dessinateur | Coloriste | Éditeur |
| ------ | ----------- | ---------- | ----------- | --------- | ------- |
| ?      | à compléter |            |             |           |         |
| ?      | …           |            |             |           |         |

## Naissances
- 11 janvier : Terry Beatty, dessinateur de comics
- 13 janvier : Serge Carrère, auteur de bandes dessinées
- 22 janvier : Joe Chiodo, dessinateur américain de comics
- 29 janvier : Jeph Loeb, scénariste de comics
- 23 février : Éric Maltaite, dessinateur belge, fils de Will
- 26 février : Crisse, dessinateur et scénariste belge
- 3 mars : Marc Silvestri, dessinateur et éditeur de comics américain
- 21 avril : Carine De Brab, dessinatrice (Sac à puces)
- 3 mai : Bill Sienkiewicz, dessinateur américain de comics
- 5 juillet : Bill Watterson, scénariste et dessinateur de bande dessinée américain
- 20 août : Daniel Torres
- 8 septembre : Philippe Vuillemin, dessinateur français
- 29 septembre : Tronchet, dessinateur et scénariste français
- 29 octobre : Marc-Renier, auteur belge
- 10 décembre : François Marcela-Froideval, scénariste français
- 21 décembre : Georges Van Linthout, dessinateur et scénariste belge
- Naissances de Miguelanxo Prado (auteur et dessinateur espagnol), Thierry Robin (scénariste, dessinateur et coloriste français), John Totleben, Julie Bell, Benoît Bonte, Dominique Corbasson, Dave Dorman, Krystine Kryttre

## Décès
- 13 août : Jack Cole
- 11 octobre : Edmond-François Calvo, auteur français
- H. G. Peter (co-créateur de Wonder Woman)